# Hieracium lepidulum
Hieracium lepidulum là một loài thực vật có hoa trong họ Cúc. Loài này được (Stenstr.) Omang mô tả khoa học đầu tiên.